# Coccocypselum aureum
Coccocypselum aureum là một loài thực vật có hoa trong họ Thiến thảo. Loài này được (Spreng.) Cham. & Schltdl. mô tả khoa học đầu tiên năm 1829.